# Sieversdorf-Hohenofen
Sieversdorf-Hohenofen est une commune allemande de l'arrondissement de Prignitz-de-l'Est-Ruppin, Land de Brandebourg.

## Géographie
La commune comprend les quartiers de Hohenofen et Sieversdorf et la zone résidentielle de Neu Amerika
|         | Neustadt (Dosse)      |        |
| Roddahn | Sieversdorf-Hohenofen |        |
|         | Großderschau          | Dreetz |

Sieversdorf-Hohenofen se trouve sur la Bundesstraße 102.

## Histoire
La commune est créée le 31 décembre 1997 à la suite de la fusion volontaire des municipalités précédemment indépendantes Sieversdorf et Hohenofen.
Sieversdorf est mentionnée pour la première fois en 1334. 
L'histoire de Hohenofen remonte à la fondation d'une forge en 1693, commandée par le landgrave Frédéric II de Hesse-Hombourg, à la place d'une autre usée. Au bout de dix ans, les gisements de graminées et de bois dans les environs sont épuisés. En 1702, la ferronnerie de Hohenofen est convertie en une forge de ségrégation (fusion argent-cuivre). Les minerais de cuivre et les combustibles sont transportés depuis Magdeburg. En 1836, le moulin devient une papeterie.

## Personnalités liées à la commune
- Franz Arndt (1848–1917), théologien protestant né à Sieversdorf.